# Liam Gillick
Pour les articles homonymes, voir Gillick.
Liam Gillick, né en 1964 à Aylesbury (Buckinghamshire) est un artiste contemporain britannique. Il travaille avec divers médias, dont la vidéo, l'animation informatique et l'installation artistique.
Une de ses œuvres, The Logical Basis, est installée dans la partie souterraine de la gare de Paris-Nord.